# Pańćatattwamantra

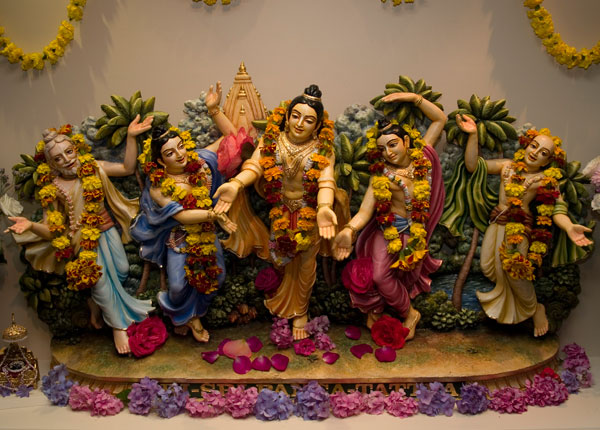
Postacie pięciu inkarnacji Kryszny

Pańćatattwamantra (mantra pięciu aspektów Boga) – to mantra bardzo często śpiewana lub intonowana przez wyznawców gaudija wisznuizmu (w tym także wyznawców Hare Kryszna) np. podczas ofiarowania pokarmu Krysznie; często poprzedza mahamantrę. Pańćtattwa mantra zawiera imiona pięciu aspektów Boga i uznawana jest za obdarzającą boskim miłosierdziem, co uważane jest za szczególnie potrzebne w obecnym „wieku upadku” (kalijuga). Intonowanie tej mantry przed mahamantrą ma zwiększać działanie tej ostatniej za wstawiennictwem Ćajtanji:
dźaja śri-kryszna-ćajtanja, prabhu-nitjananda,
śri-adwajta gadadhara, śriwasadi goura-bhakta-wrinda
co oznacza:
Ofiaruję moje pokorne pokłony Śri Ćajtanji Mahaprabhu, Nitjanandzie,
Śri Adwajcie, panditowi Gadadharze i wszystkim wielbicielom Ćajtanji, począwszy od Śriwasy Thakura.